# Prodoridunculus gaussianus
Prodoridunculus gaussianus Thiele, 1912 è un mollusco nudibranchio della famiglia Akiodorididae. È l'unica specie nota del genere Prodoridunculus.